# Bruno Suzuki
Bruno Suzuki ((鈴木 ブルーノ Suzuki Bruno?), född 20 maj 1990 i Shiga prefektur, är en japansk fotbollsspelare.
Suzuki började sin karriär 2009 i Albirex Niigata. Efter Albirex Niigata spelade han för FC Machida Zelvia, Albirex Niigata Singapore, Home United FC, Geylang International FC och FC Gifu.